# New Xanagas
New Xanagas is een dorp in het district Ghanzi in Botswana. De plaats telt 777 inwoners (2011).